# Rosa Rakotozafy
Lalanirina Rosa Rakotozafy (Fianarantsoa, 12 novembre 1977) è un'ex ostacolista e velocista malgascia.
Ha rappresentato il Madagascar in due edizioni dei Giochi olimpici nel 2000 e 2004.

## Record nazionali
- 200 metri piani: 23"09 ( Pretoria, 10 aprile 1999)
- 100 metri ostacoli: 12"84 ( Niort, 31 luglio 1999)

## Palmarès
| Anno | Manifestazione           | Sede         | Evento   | Risultato | Prestazione | Note |
| ---- | ------------------------ | ------------ | -------- | --------- | ----------- | ---- |
| 1998 | Giochi della Francofonia | Antananarivo | 100 m hs | 6ª        | 13"90       |      |
| 1998 | Africani                 | Dakar        | 100 m hs | 4ª        | 13"53       |      |
| 1999 | Mondiali                 | Siviglia     | 100 m hs | 19ª (qf)  | 12"98       |      |
| 1999 | Giochi panafricani       | Johannesburg | 100 m hs | 4ª        | 13"19       |      |
| 2000 | Africani                 | Algeri       | 100 m hs | Argento   | 13"21       |      |
| 2000 | Giochi olimpici          | Sydney       | 100 m hs | 34ª (b)   | 13"80       |      |
| 2000 | Giochi olimpici          | Sydney       | 4x100 m  | 14ª (sf)  | 43"98       |      |
| 2001 | Mondiali indoor          | Lisbona      | 60 m hs  | 22ª (b)   | 8"36        |      |
| 2001 | Giochi della Francofonia | Ottawa       | 100 m hs | 5ª        | 13"10       |      |
| 2001 | Mondiali indoor          | Edmonton     | 100 m hs | 22ª (b)   | 13"24       |      |
| 2002 | Africani                 | Radès        | 100 m hs | Oro       | 13"13       |      |
| 2003 | Mondiali                 | Parigi       | 100 m hs | NP        | NP          |      |
| 2003 | Mondiali indoor          | Birmingham   | 100 m hs | 14ª (sf)  | 8"27        |      |
| 2004 | Africani                 | Brazzaville  | 100 m hs | Oro       | 13"73       |      |
| 2004 | Giochi olimpici          | Atene        | 100 m hs | 32ª (b)   | 13"67       |      |
| 2011 | Giochi panafricani       | Maputo       | 100 m hs | Bronzo    | 13"55       |      |
| 2012 | Mondiali indoor          | Istanbul     | 60 m hs  | 25ª (b)   | 8"74        |      |
| 2012 | Africani                 | Porto-Novo   | 100 m hs | 5ª        | 13"70       |      |